# IC 2391
IC 2391（Caldwell 85）は、ほ座にある散開星団である。ほ座ο星星団（The Omicron Velorum Cluster ）とも呼ばれる。ペルシアの天文学者アブドゥル・ラフマーン・スーフィーが964年にこの天体を初めて記述した。ニコラ・ルイ・ド・ラカーユは、Lac II 5としてカタログに収録した。
この星団は、地球から約500光年離れており、裸眼でも見える。視等級は2.5で、50分の範囲に広がり、約30個の恒星が含まれている。別の散開星団IC 2602とほぼ同じ年齢だと推定され、約5000万歳のlithium depletion boundaryを持つ）。